# Ситник Фоміна
Ситник Фоміна (Juncus fominii) — вид рослин з родини ситникових (Juncaceae), поширений на півдні України й на північному Кавказі (Росія).

## Опис
Бурувато-зелена, багаторічна рослина 30–50 см заввишки з коротко-повзучим або дернистим кореневищем. Стебла прямі, круглі в перерізі. Листків 2–3, стеблові, жолобчасто-складені або пласкуваті, 2.5–4 мм завширшки. Суцвіття щиткоподібно-зонтикоподібне, 19–42(60) мм завдовжки або скупчене 13–17 мм завдовжки. Приквітки темно-каштанові, широко-округло-яйцюваті. Квіти (3.75)4–4.5 мм завдовжки. Листочки оцвітини з широкою буро-жовтою смужкою на спинці й темно-каштановими краями. Коробочка широко-еліптична або обернено-яйцювата 3 мм завдовжки. Насіння світло-коричневе, клиноподібно-яйцювате, багатогранне, до 0.6 мм завдовжки.
Квітне у травні, плодоносить у червні.

## Поширення
Поширений на півдні України й на північному Кавказі (Росія).
В Україні вид зростає на солончаках — на Сиваші й березі Азовського моря.